# Franciszek Waniołka

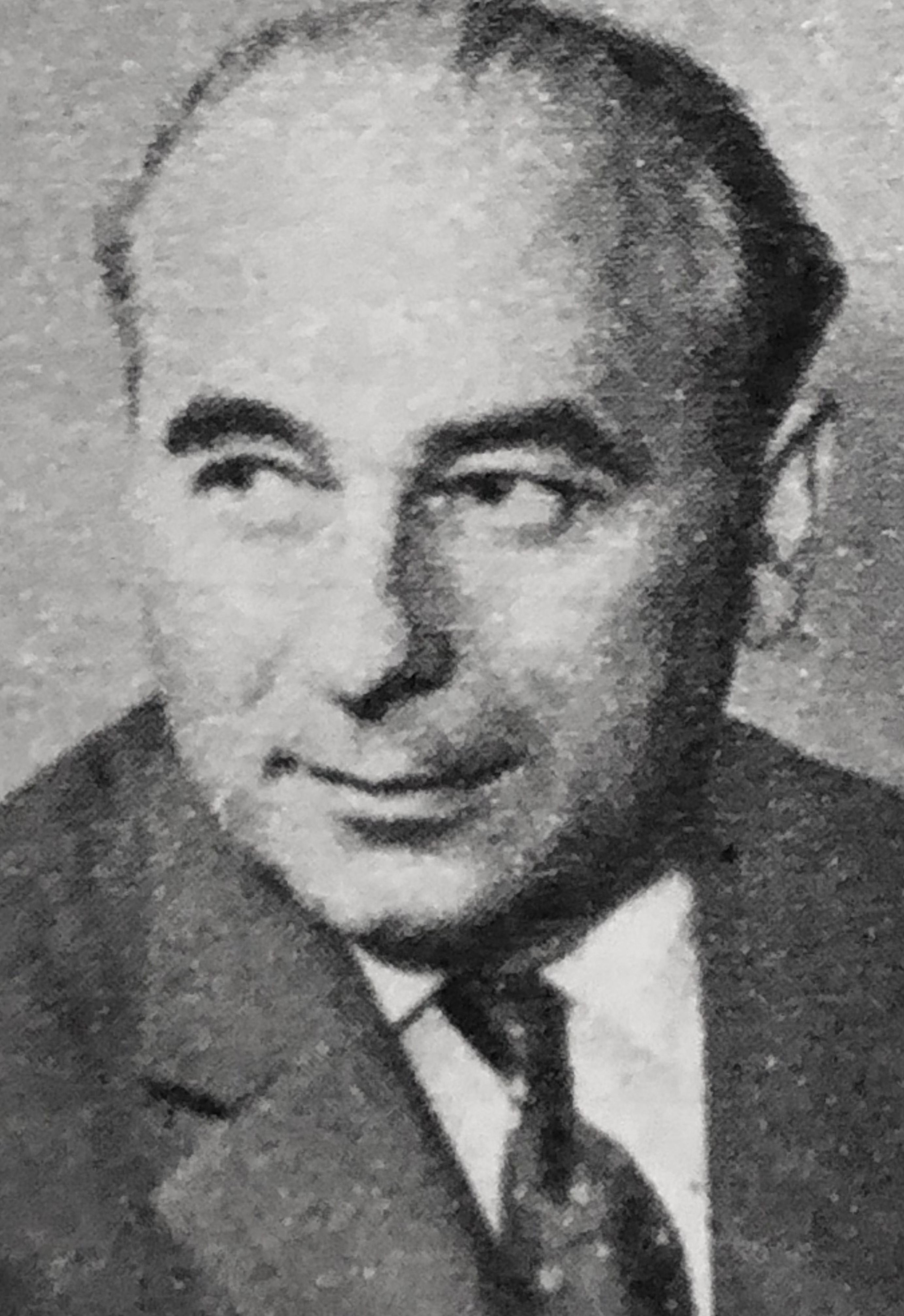
Franciszek Waniołka (1964)

Franciszek Waniołka (* 2. September 1912 in Teschen, Österreich, heute: Cieszyn, Polen; † 16. April 1971 in Warschau) war ein Politiker der Polnischen Vereinigten Arbeiterpartei (PZPR) in der Volksrepublik Polen, der unter anderem Minister für Kohlebergbau (1956–1957), Minister für Bergbau und Energie (1957–1959), Minister für Schwerindustrie (1959–1962) sowie von 1962 bis 1968 stellvertretender Ministerpräsident Polens war.

## Leben
Franciszek Waniołka, Sohn von Józef und Maria, arbeitete in der Zwischenkriegszeit als Schlosser und war Mitglied der Kommunistischen Partei Polens KPP (Komunistyczna Partia Polski) sowie später der Kommunistischen Partei der Tschechoslowakei KSČ (Komunistická strana Československa). Er war während des Zweiten Weltkrieges zur Zwangsarbeit verpflichtet. Nach der Proklamation der Volksrepublik Polen durch das Lubliner Komitee am 22. Juli 1944 war er in der Polnischen Arbeiterpartei PPR (Polska Partia Robotnicza) beziehungsweise der am 15. Dezember 1948 daraus hervorgegangenen Polnischen Vereinigten Arbeiterpartei PZPR (Polska Zjednoczona Partia Robotnicza) als Funktionär tätig und war unter anderem in den Parteikomitees der Woiwodschaft Krakau sowie der Woiwodschaft Schlesien tätig, ehe er 1948 als Instrukteur des Zentralkomitees (ZK) in die zentrale Parteiverwaltung wechselte. Während er von 1949 bis Juni 1952 Wirtschaftssekretär des Parteikomitees der Woiwodschaft Schlesien beziehungsweise der 1950 daraus hervorgegangenen Woiwodschaft Katowice war, absolvierte er ein Studium der Fachrichtung Ingenieurwissenschaften an der Schlesischen Technischen Universität in Gliwice und schloss dieses 1951 als Ingenieur ab.
Waniołka fungierte von Juni 1952 bis Mai 1954 als Präsident des Zentralamts für Materialwirtschaft (Centralny Urząd Gospodarki Materiałowej) und fungierte zudem zwischen Juli 1952 und Mai 1954 als stellvertretender Vorsitzender der Staatlichen Wirtschaftsplanungskommission PKPG (Państwowa Komisja Planowania Gospodarczego). Zugleich war er vom 20. November 1952 bis zu seinem Tode am 16. April 1971 in der ersten bis zur fünften Legislaturperiode Abgeordneter des Sejm. Er war von Mai 1954 bis April 1955 Unterstaatssekretär und Erster stellvertretender Minister im Bergbauministerium sowie zwischen April 1955 und März 1956 Unterstaatssekretär und Erster Stellvertretender Minister im Ministerium für Kohlebergbau. Als Nachfolger von Piotr Jaroszewicz. übernahm er am 23. März 1956 im zweiten Kabinett Cyrankiewicz den Posten als Minister für Kohlebergbau (Minister górnictwa węglowego) und bekleidete dieses Amt bis zum 26. Februar 1957. Im darauf folgenden dritten Kabinett Cyrankiewicz war er vom 26. Februar 1957 bis zu seiner Ablösung durch Jan Mitręga am 27. Juli 1959 Minister für Bergbau und Energie (Minister górnictwa i energetyki), wobei er als solcher das bislang von Bolesław Jaszczuk geleitete Energieministerium übernahm. Im Zuge einer Umbildung des dritten Kabinetts Cyrankiewicz löste er am 27. Juli 1959 Kiejstut Żemaitis als Minister für Schwerindustrie (Minister przemysłu ciężkiego) ab und bekleidete dieses Amt vom 18. Mai 1961 bis zu seiner Ablösung durch Zygmunt Ostrowski am 28. Juli 1962 auch im vierten Kabinett Cyrankiewicz.

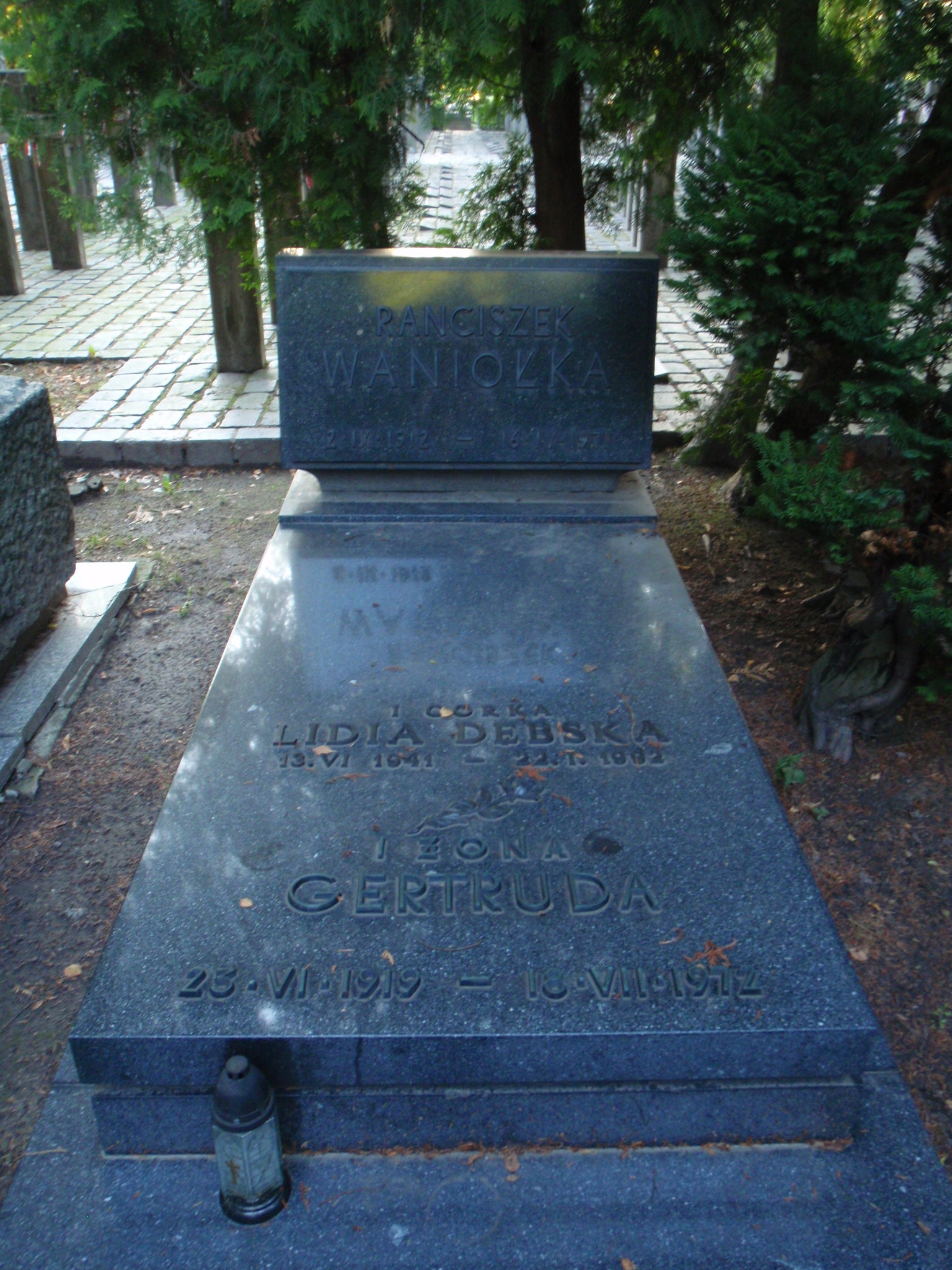
Grabstätte von Franciszek und Gertrudą Waniołka (1919–1972) auf dem Warschauer Powązki-Militärfriedhof.

Auf dem III. Parteitag der PZPR (10.–19. März 1959) wurde Franciszek Waniołka erstmals Mitglied des ZK der PZPR und gehörte diesem Gremium nach seinen Wiederwahlen auf dem IV. Parteitag (15.–20. Juni 1964) und dem V. Parteitag (11.–16. November 1968) bis zu seinem Tode am 16. April 1971 an. Am 28. Juli 1962 wurde er im vierten Kabinett Cyrankiewicz stellvertretender Vorsitzender des Ministerrats (Wiceprezes Rady Ministrów) und war damit bis zum 22. Dezember 1968 auch im fünften Kabinett Cyrankiewicz einer der Stellvertreter von Ministerpräsident Józef Cyrankiewicz. Daneben wurde er auf dem IV. Parteitag im Juni 1964 auch zum Mitglied des Politbüros gewählt und gehörte diesem obersten Führungsgremium der Partei bis zum V. Parteitag im November 1968 an.
Für seine Verdienste in der Volksrepublik Polen erhielt er unter anderem 1959 und 1964 den Orden des Banners der Arbeit 1. Klasse, das Kommandeurskreuz des Ordens Polonia Restituta sowie das Verdienstkreuz in Gold.